# 豫鄂挺进纵队
豫鄂挺进纵队，又称新四军豫鄂挺进纵队，是1939年11月新四军在湖北中部成立的一只部队。

## 沿革
1939年6月，中共鄂中区党委在湖北京山养马畈召开会议讨论成立部队。1939年11月，根据中共中央中原局指示，豫南、鄂中、鄂东三地领导人在豫南四望山召开会议，决定成立新的豫鄂边区党委，并组建新四军豫鄂挺进纵队，将边区机关转移到鄂中。12月，豫鄂边区机关从四望山经京山马家冲转移到八字门。12月下旬，豫鄂边区党委在京山八字门组成，召开党委第一次会议，陈少敏任代理书记。1940年1月3日，新四军豫鄂挺进纵队在八字门建军，由李先念出任司令员，朱理治任政治委员，刘少卿任参谋长，任质斌任政治部主任。1940年3月，朱理治奉命前往延安，纵队政委和军政委员会书记职位由任质斌代理，王瀚被任命为纵队政治部副主任。
挺进纵队统辖鄂中、豫南、鄂东三地武装，共一万多人，其中包括政治部、随营军校、野战医院等下辖机构。1941年1月，挺进纵队整编为新四军五师。原指挥部“新四军豫鄂挺进纵队司令旧址”于1992年认定为湖北省文物保护单位。